# Red Bull Air Race World Series seizoen 2017

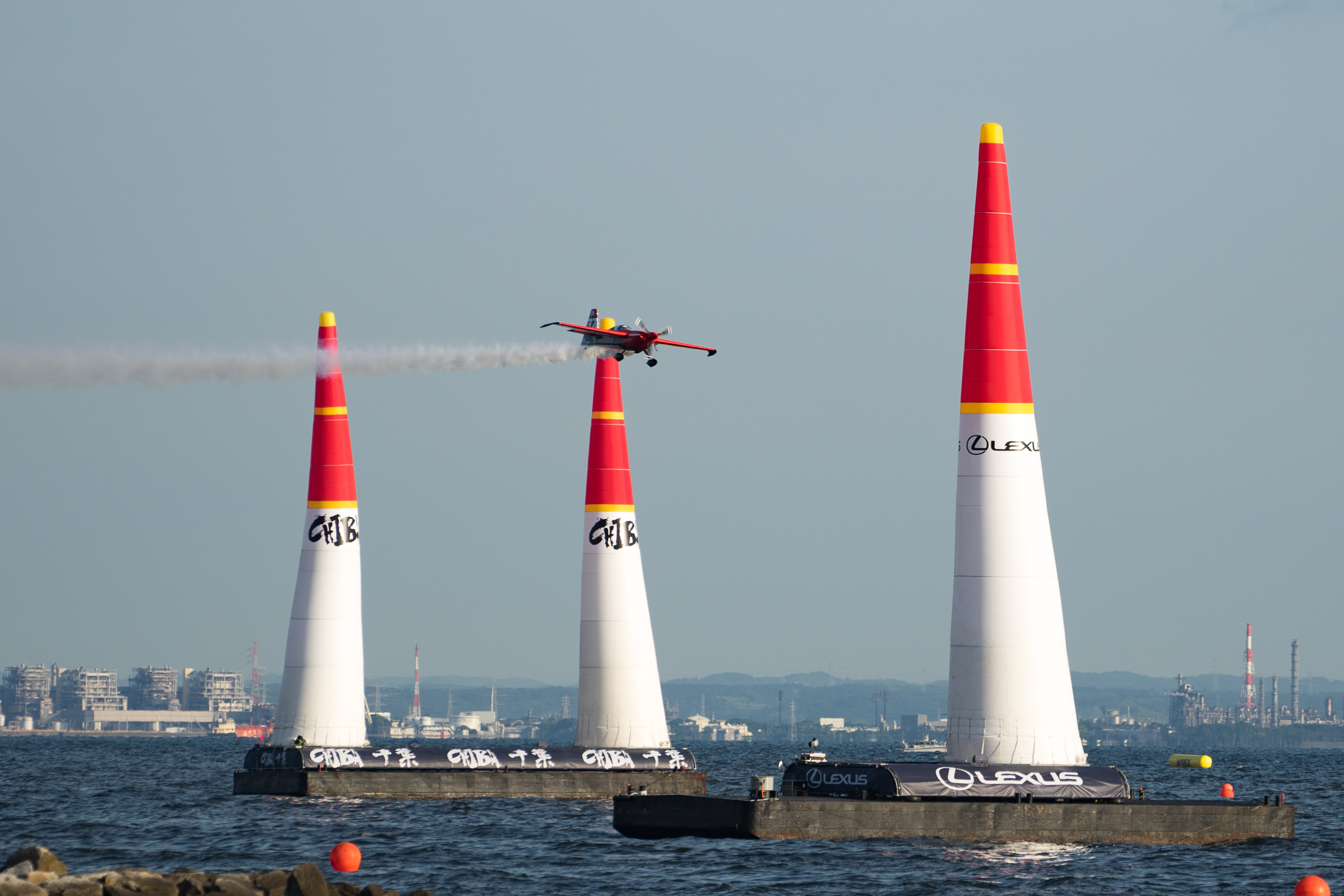
Peter Podlunšek - 2017 Red Bull Air Race Chiba

Het seizoen 2017 van de Red Bull Air Race World Series was het twaalfde Red Bull Air Race World Series-seizoen. Er werden acht wedstrijden gehouden.

## Kalender
Op 16 december 2016 werd bekend dat de seizoensopener traditioneel in Abu Dhabi werd gehouden. Op 19 januari 2017 werd de rest van de kalender bekend.
| 2017 Red Bull Air Race World Series | 2017 Red Bull Air Race World Series                | 2017 Red Bull Air Race World Series | 2017 Red Bull Air Race World Series |
| Ronde                               | Locatie                                            | Datum                               |                                     |
| ----------------------------------- | -------------------------------------------------- | ----------------------------------- | ----------------------------------- |
| 1                                   | Abu Dhabi                                          | 10-11 februari                      |                                     |
| 2                                   | San Diego, Californië                              | 15-16 april                         |                                     |
| 3                                   | Chiba                                              | 23-24 juni                          |                                     |
| 4                                   | Boedapest                                          | 1-2 juli                            |                                     |
| 5                                   | Kazan                                              | 22-23 juli                          |                                     |
| 6                                   | Douro, Porto                                       | 2-3 september                       |                                     |
| 7                                   | Lausitzring, Klettwitz                             | 16-17 september                     |                                     |
| 8                                   | Indianapolis Motor Speedway, Indianapolis, Indiana | 14-15 oktober                       |                                     |

## Uitslagen

### Master Class
| Winnaar | Tweede | Derde | Punten gescoord | Geen punten gescoord | DSQ = Gediskwalificeerd | DNS = Niet gestart | DNF = Niet gefinisht |

| 2017 Red Bull Air Race World Series Uitslagen en stand | 2017 Red Bull Air Race World Series Uitslagen en stand | 2017 Red Bull Air Race World Series Uitslagen en stand | 2017 Red Bull Air Race World Series Uitslagen en stand | 2017 Red Bull Air Race World Series Uitslagen en stand | 2017 Red Bull Air Race World Series Uitslagen en stand | 2017 Red Bull Air Race World Series Uitslagen en stand | 2017 Red Bull Air Race World Series Uitslagen en stand | 2017 Red Bull Air Race World Series Uitslagen en stand | 2017 Red Bull Air Race World Series Uitslagen en stand | 2017 Red Bull Air Race World Series Uitslagen en stand |
| Pos.                                                   | Piloot                                                 | ABU                                                    | VST                                                    | JAP                                                    | HON                                                    | RUS                                                    | POR                                                    | DUI                                                    | VST                                                    | Punten                                                 |
| ------------------------------------------------------ | ------------------------------------------------------ | ------------------------------------------------------ | ------------------------------------------------------ | ------------------------------------------------------ | ------------------------------------------------------ | ------------------------------------------------------ | ------------------------------------------------------ | ------------------------------------------------------ | ------------------------------------------------------ | ------------------------------------------------------ |
| 1                                                      | Yoshihide Muroya                                       | 13                                                     | 1                                                      | 1                                                      | 3                                                      | 13                                                     | 6                                                      | 1                                                      | 1                                                      | 74                                                     |
| 2                                                      | Martin Šonka                                           | 1*                                                     | 5                                                      | 3                                                      | 4                                                      | 9                                                      | 1                                                      | 3                                                      | 4                                                      | 70                                                     |
| 3                                                      | Pete McLeod                                            | 3                                                      | 10                                                     | 7*                                                     | 2*                                                     | 2                                                      | 2*                                                     | 5                                                      | 11                                                     | 56                                                     |
| 4                                                      | Kirby Chambliss                                        | 11                                                     | 4                                                      | 8                                                      | 1                                                      | 1                                                      | 4                                                      | 6                                                      | 10                                                     | 53                                                     |
| 5                                                      | Petr Kopfstein                                         | 12                                                     | 6                                                      | 2                                                      | 5                                                      | 4                                                      | 7                                                      | 8                                                      | 5                                                      | 43                                                     |
| 6                                                      | Matt Hall                                              | 10                                                     | 9                                                      | 6                                                      | 8                                                      | 6                                                      | 3                                                      | 2*                                                     | 8*                                                     | 40                                                     |
| 7                                                      | Matthias Dolderer                                      | 4                                                      | 3*                                                     | 4                                                      | 12                                                     | 10                                                     | 8                                                      | 12                                                     | 2                                                      | 39                                                     |
| 8                                                      | Juan Velarde                                           | 2                                                      | 11                                                     | 10                                                     | 9                                                      | 5                                                      | 14                                                     | 4                                                      | 3                                                      | 37                                                     |
| 9                                                      | Michael Goulian                                        | 6                                                      | 8                                                      | 5                                                      | 13                                                     | 3                                                      | 10                                                     | 14                                                     | 7                                                      | 24                                                     |
| 10                                                     | Mikaël Brageot                                         | 9                                                      | 13                                                     | 9                                                      | 6                                                      | 12                                                     | 5                                                      | 7                                                      | 6                                                      | 24                                                     |
| 11                                                     | Nicolas Ivanoff                                        | 5                                                      | 7                                                      | 13                                                     | 7                                                      | 11                                                     | 11                                                     | 9                                                      | 13                                                     | 16                                                     |
| 12                                                     | Peter Podlunšek                                        | DSQ                                                    | 2                                                      | 12                                                     | DNS                                                    | 14                                                     | 9                                                      | 13                                                     | 14                                                     | 14                                                     |
| 13                                                     | Cristian Bolton                                        | 7                                                      | 14                                                     | 14                                                     | 11                                                     | 8                                                      | 12                                                     | 11                                                     | 9                                                      | 9                                                      |
| 14                                                     | François Le Vot                                        | 8                                                      | 12                                                     | 11                                                     | 10                                                     | 7                                                      | 13                                                     | 10                                                     | 12                                                     | 9                                                      |

### Challenger Class
De piloten moeten deelnemen aan ten minste drie evenementen, waarbij de beste vier resultaten en de seizoensfinale meetellen voor het kampioenschap. De race in Chiba is vanwege organisatorische redenen geschrapt en in plaats hiervan worden er twee races in Kazan gehouden. De ronde in Indianapolis werd voortijdig afgebroken vanwege slechte weersomstandigheden, waarbij de resultaten werden gebaseerd op de kwalificatietijden en er halve punten werden uitgereikt.
| Winnaar | Tweede | Derde | Punten gescoord | Geen punten gescoord | DSQ = Gediskwalificeerd | DNS = Niet gestart | DNF = Niet gefinisht |

| 2017 Red Bull Air Race World Series Uitslagen en stand | 2017 Red Bull Air Race World Series Uitslagen en stand | 2017 Red Bull Air Race World Series Uitslagen en stand | 2017 Red Bull Air Race World Series Uitslagen en stand | 2017 Red Bull Air Race World Series Uitslagen en stand | 2017 Red Bull Air Race World Series Uitslagen en stand | 2017 Red Bull Air Race World Series Uitslagen en stand | 2017 Red Bull Air Race World Series Uitslagen en stand | 2017 Red Bull Air Race World Series Uitslagen en stand | 2017 Red Bull Air Race World Series Uitslagen en stand | 2017 Red Bull Air Race World Series Uitslagen en stand | 2017 Red Bull Air Race World Series Uitslagen en stand |
| Pos.                                                   | Piloot                                                 | ABU                                                    | VST                                                    | HON                                                    | RUS                                                    | RUS                                                    | POR                                                    | DUI                                                    | VST                                                    | Drop                                                   | Punten                                                 |
| ------------------------------------------------------ | ------------------------------------------------------ | ------------------------------------------------------ | ------------------------------------------------------ | ------------------------------------------------------ | ------------------------------------------------------ | ------------------------------------------------------ | ------------------------------------------------------ | ------------------------------------------------------ | ------------------------------------------------------ | ------------------------------------------------------ | ------------------------------------------------------ |
| 1                                                      | Florian Berger                                         | 2                                                      | 1                                                      | 1                                                      |                                                        |                                                        | 2                                                      | 2                                                      | 4                                                      | 8                                                      | 38                                                     |
| 2                                                      | Daniel Ryfa                                            | 1                                                      |                                                        | 3                                                      | 2                                                      | 6                                                      |                                                        | 1                                                      | 6                                                      |                                                        | 34                                                     |
| 3                                                      | Luke Czepiela                                          | 6                                                      | 3                                                      | 2                                                      | 1                                                      |                                                        |                                                        | 3                                                      | 2                                                      |                                                        | 34                                                     |
| 4                                                      | Kevin Coleman                                          | 5                                                      | 2                                                      |                                                        | 8                                                      | 3                                                      | 1                                                      |                                                        | 5                                                      |                                                        | 27                                                     |
| 5                                                      | Mélanie Astles                                         | 3                                                      |                                                        |                                                        | 5                                                      | 4                                                      | 3                                                      | 5                                                      | 1                                                      | 2                                                      | 23                                                     |
| 6                                                      | Ben Murphy                                             | 4                                                      |                                                        |                                                        | 3                                                      | 5                                                      | 5                                                      | 4                                                      | 3                                                      | 2                                                      | 19                                                     |
| 7                                                      | Baptiste Vignes                                        | 7                                                      | 5                                                      | 4                                                      | 6                                                      | 2                                                      |                                                        |                                                        |                                                        |                                                        | 14                                                     |
| 8                                                      | Kenny Chiang                                           |                                                        | 6                                                      | 5                                                      | 7                                                      | 1                                                      | 6                                                      |                                                        |                                                        |                                                        | 12                                                     |
| 9                                                      | Daniel Genevey                                         |                                                        | 4                                                      | 6                                                      | 4                                                      | 4                                                      |                                                        | 6                                                      |                                                        |                                                        | 12                                                     |